# Marta Rojals i del Álamo
Marta Rojals i del Álamo   (la Palma d'Ebre, 1975) és una escriptora, articulista i arquitecta catalana. Es llicencià en arquitectura per la Universitat Politècnica de Catalunya on s'especialitzà en teoria, història i crítica, la qual cosa li permet traduir i editar publicacions d'arquitectura. Ha col·laborat amb VilaWeb, les revistes L'Avenç i Descobrir i el diari Ara, així com a la publicació satírica Illegal Times.
El 2011 debutà amb la novel·la Primavera, estiu, etcètera, que se centra en la vida de l'Èlia, una jove que després de quedar-se sense feina i sense parella torna al poble on va créixer. Això farà que la protagonista es replantegi moltes coses. La novel·la va gaudir d'una gran acceptació tant pel públic com de la crítica, i ha arribat fins a la tretzena edició.
El gener del 2014 va publicar la seva segona novel·la, L'altra, enmig d'una gran expectació i va obtenir un ràpid reconeixement per la crítica. El març de 2015 va publicar amb l'editorial Sembra No ens calia estudiar tant, una selecció d'articles d'opinió publicats prèviament a VilaWeb.

## Obra
- 2011 — Primavera, estiu, etcètera (Barcelona: La Magrana), ISBN  978-84-8264-966-5
- 2014 — L'altra (Barcelona: La Magrana), ISBN 978-84-8264-666-4
- 2015 — No ens calia estudiar tant (Carcaixent: Sembra), ISBN 978-8494235092[8]
- 2018 — El cel no és per a tothom (Anagrama), ISBN 9788433915627
- 2023 — No siguis pobre! (Ara Llibres), ISBN 9788418928963.